# C/1987 W1 Ichimura
C/1987 W1 Ichimura è una cometa non periodica, scoperta il 22 novembre 1987 dall'astrofilo giapponese Yoshimi Ichimura.